# Mill of Quiech Bridge
Die Mill of Quiech Bridge, auch Balloch Mill Bridge (nicht zu verwechseln mit der nahegelegenen Balloch Bridge), ist eine Straßenbrücke nahe der schottischen Ortschaft Alyth in der Council Area Perth and Kinross. 1981 wurde die Brücke in die schottischen Denkmallisten in der Denkmalkategorie C aufgenommen.

## Beschreibung
Die Mill of Quiech Bridge befindet sich etwa 2,8 Kilometer östlich des Zentrums von Alyth. Sie liegt damit nur 1,1 Kilometer nordwestlich der Grenze zur benachbarten Council Area Angus. Die Bogenbrücke überspannt den Alyth Burn, dessen Unterlauf auch als Burn of Quiech bezeichnet wird, etwa 900 Meter vor dessen Mündung in den Isla. Sie führt heute einen Feldweg südlich der Balloch Mill ohne verkehrsinfrastrukturelle Bedeutung über den Fluss.
Der Mauerwerksviadukt aus Feldstein überspannt den Alyth Burn mit einem ausgemauerten Rundbogen. Beidseitig fassen flache Brüstungen die Fahrbahn ein. Ein eingelegte Plakette weist das Baujahr 1795 in römischen Ziffern aus. Wenige hundert Meter flussaufwärts überspannen mit der Bridge of Ruim und der Balloch Bridge zwei weitere denkmalgeschützte Brücken den Alyth Burn.